# 농어촌버스

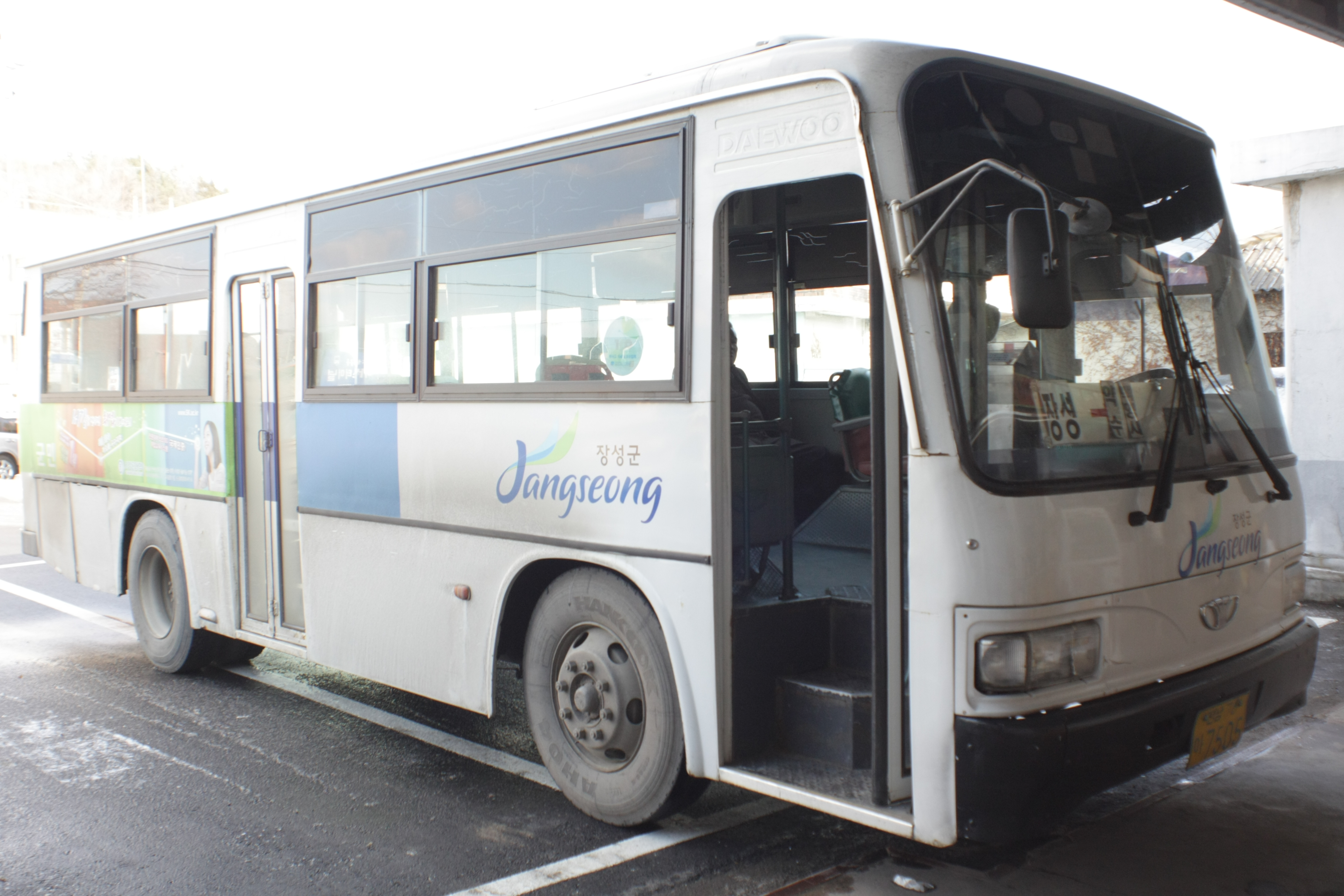
장성군의 농어촌버스</br>(장성사거리발 백양사행)

농어촌버스는 대한민국의 군 급 지역에서 운행하고 있는 버스체계이다. 
- 일반버스와 좌석버스가 있으며, 대부분 일반버스로 운행한다.
- 농어촌버스 운영 지역 대부분이 군 지역이므로 통들어서 군내버스로 불리기도 하며 시골에 운행할 경우 시골버스라고도 불린다.
- 대전광역시에서는 대전의 근교, 외곽 지역의 농촌을 연결하기 위해 농어촌 버스와 유사한 버스체계인 외곽버스가 운행 중이다.

## 일반 도시형버스와의 차이점
일반 도시형버스와의 차이점은 다음과 같다.
- 거리비례제가 아닌 구간운임제를 채택하여 10km 초과시 초과 구간마다 운임이 지정되어 있다.
- 일부지역은 후승전강을 택하고 있는 경우도 있다.[1]
- 지역에 따라 교통카드 사용이나 환승할인 등이 불가할 수 있으며 교통카드 단말기가 아예 없는 지역의 경우 현금을 내거나 승차권을 발권하여 타야한다.
- 수요가 장날을 제외하면 상대적으로 적으므로 노선 운영에 어려움이 많다.
- 보통 마을 입구에만 정차하며 대부분 시골을 운행한다.
- 시간표별로 노선이 다르므로 승하차시 확인을 해야 한다.
- 시간표별로 노선이 다르므로 승하차시 확인을 할 곳기도 하다.
- 군 내에 차고지가 부족하기 때문에 대부분 버스 터미널에서 출발한다.[2]
- 버스 운영사들의 직원들은 대부분 버스 운영사의 연고지 출생이다.
- 노선당 배차대수가 적고 배차시간이 길며 일부는 시간표로 편성하여 운행한다.

## 대전광역시의 외곽버스
- 대전광역시는 근교와 외곽에 있는 촌락이나 이웃 시/군의 면단위 지역에서 부도심이나 가까운 버스터미널이나 기차역까지 연결하는 버스단위인 외곽버스가 있다.
- 일반 간선/지선 과는 달리 두 자리 숫자로 이루어져 있으며 운임체계는 일반 간선/지선과 동일하지만 예외적으로 시계밖 지역은 추가운임을 받고 있다.
- 일반 간선/지선 보다 배차시간 길며 지선버스와 같이 초록색으로 도색되어있고 중형버스로 운영된다.

## 당진시의 전국 최초 버스운임 단일화 시행
- 2007년 1월22일 당시 당진군(현.당진시)은 전국 기초자치단체론 처음으로 구간운임제를 폐지하고 단일운임제를 시행하여 버스이용객들의 큰 호응을 얻었으며 2013년 8월 16일 운임 인상 이후로도 많은 이용객들이 당진시내버스를 애용하고 있다.
- 현재 일부 지역에서도 당진시의 뒤를 이어 단일운임제를 시행중이며 시행준비중인 기초자치단체도 있다.

## 같이 보기
- 도시형버스
- 좌석버스
- 마을버스